# Leviellus poriensis
Leviellus poriensis is een spinnensoort uit de familie van de Phonognathidae.
De wetenschappelijke naam van de soort werd in 1987 als Zygiella poriensis gepubliceerd door Gershom Levy.